# X Ambassadors
X Ambassadors je americká pop rock hudební skupina, kterou tvoří bratři Sam Harris (vokály, kytara) a Casey Harris (klávesy) a Adam Levin (bubeník).

## Historie
Sam a Casey vyrůstali v Ithace v rodině s velmi pozitivním vztahem k hudbě, jejich matka zpívala jazzové písně v kabaretu. Oba bratři založili v počátku vlastní kapely, ale později spojili síly. Všichni čtyři původní členové se seznámili v roce 2006, když se bratři Sam a Casey přestěhovali do New Yorku. Hned první týden Sam potkal ve stejném domě, kde v tu dobu bydleli, bubeníka Adama a podstrčil mu pode dveřmi demo nahrávku jejich bývalé středoškolské kapely Fuzz Brothers s telefonním číslem.
Start jejich kariéry byl ale velmi pozvolný, dlouho hráli v newyorských barech a klubech s pouze malým obecenstvem. V roce 2012 hráli jako první kapela dne na festivalu Lollapalooza. 7. května 2013 pak vydali své debutové EP se šesti skladbami Love Songs Drug Songs, které prudokovali Alex Da Kid a Dan Stringer.
Debutové album VHS vydali až v roce 2015. Se singly „Renegades“ a „Unsteady“ zaznamenaly velký úspěch v hitparádách. Díky singlu „Renegades“ se jim také podařilo podepsat nahrávací smlouvu s Interscope Records a dostat se do širšího povědomí. Známí se stali také jako předskokani skupiny Imagine Dragons, kterým vděčí za uvedení do hudebního průmyslu. V roce 2016 měli vystoupit na slavném festivalu v Glastonbury, kde však kvůli chybě techniky odehráli jen jednu píseň. V roce 2017 se objevili i v pražském klubu Roxy.
V roce 2016 se jejich píseň „Sucker For Pain“ dostala na soundtrack k filmu Suicide Squad. Sam Harris dále spolupracoval na písních k soundtracku seriálu Game of Thrones pro HBO. V roce 2019 vydala skupina druhé studiové album Orion s prvními dvěma singly „Boom“ a „Hey Child“.
V roce 2021 vydala kapela nové album The Beautiful Liar. To vyšlo formou audioknihy, která vypráví příběh slepého teenagera bojujícího s úzkostmi, který objeví se dlouho skryté super schopnosti. Inspirací k tomu byl život jejich člena Sama. Některé materiály k albu vyšly i tištěně v braillově písmu.
V roce 2023 se skupina objevila na českém festivalu Rock for People a v únoru 2024 v klubu SaSaZu.
Na začátku roku 2024 oznámila kapela vydání nového alba Townie plánovaného na 5. dubna téhož roku pod Virgin Music Group, zároveň vydala nový singl „No Strings“.

## Diskografie
- VHS (2015)
- Orion (2019)
- The Beautiful Liar (2021)
- Townie (2024)

## Zajímavosti
Casey Harris je od narození slepý kvůli Senior-Loken syndromu (autosomálně recesivní onemocnění postihující ledviny a retinu). Ve Vancouveru absolvoval dvouletý kurz ve škole zaměřené na osoby se zrakovými obtížemi, kde se učil ladit, stavět a opravovat piana.
Od začátku byl součástí kapely i dlouholetý přítel obou bratrů kytarista Noah Feldshuh, který z kapely odešel v roce 2016 z osobních důvodů (na konci roku 2015 byl zatčen za řízení v opilosti).
Písně X Ambassadors jsou často velmi osobní inspirované životními příběhy jejich autorů (rozvod rodičů a další nepříjemné události).